# Anton von Massow
Anton Wilhelm Valentin von Massow (* 30. Oktober 1831 in Demnitz; † 5. September 1921 auf Schloss Steinhöfel) war ein preußischer General der Infanterie sowie Herr auf Steinhöfel und Demnitz.

## Leben

### Herkunft
Anton entstammt dem Adelsgeschlecht von Massow. Er war ein Sohn des preußischen Ministers des königlichen Hauses Ludwig von Massow (1794–1859) und dessen Ehefrau Hermine, geborene Gräfin von der Schulenburg (1796–1846).

### Militärkarriere
Nach dem Besuch des Berliner Kadettenhauses wurde Massow am 27. April 1850 als Sekondeleutnant dem Kaiser Alexander Grenadier-Regiment der Preußischen Armee aggregiert und am 18. Juni 1850 einrangiert. Vom 1. April 1853 bis zum 30. November 1854 folgte seine Kommandierung als Adjutant des III. Bataillons im 3. Garde-Landwehr-Regiment nach Lissa. Anschließend diente Massow als Adjutant des Füsilier-Bataillons seines Stammregiments und absolvierte ab Oktober 1858 zur weiteren Ausbildung die Allgemeine Kriegsschule. Dieses Kommando wurde 1859 durch die Mobilmachung anlässlich des Sardinischen Krieges unterbrochen und Massow als Premierleutnant und Adjutant zur 1. Garde-Infanterie-Brigade kommandiert. Am 1. Oktober 1859 setzte er seine Studien fort, die er am 30. September 1861 abschloss. Am 8. Dezember 1861 avancierte Massow zum Hauptmann und Kompaniechef.
Am 16. Mai 1866 wurde Massow dem Generalstab der Armee aggregiert und für die Dauer der Mobilmachung anlässlich des Deutschen Krieges als Generalstabsoffizier dem Generalkommando des I. Reserve-Armee-Korps überwiesen. Er stieg dort am 15. Juli 1866 zum Major auf.
Nach dem Krieg kam er am 17. September 1866 in den Generalstab der 7. Division. Am 14. Dezember 1868 wurde er als Kommandeur des II. Bataillons in das Grenadier-Regiment „König Friedrich Wilhelm IV.“ (1. Pommersches) Nr. 2 nach Stettin versetzt. Zu Beginn des Krieges gegen Frankreich avancierte Massow Ende Juli 1870 zum Oberstleutnant und führte sein Bataillon bei Gravelotte, Villiers, Pesmes, Dole, Parcey, Mouchard, Salins-les-Bains und Pontarlier sowie vor Metz und Paris.
Ausgezeichnet mit beiden Klassen des Eisernen Kreuzes beauftragte man ihn nach dem Friedensschluss am 16. November 1871 unter Stellung à la suite mit der Führung des 4. Westfälischen Infanterie-Regiments Nr. 17. Mit der Beförderung zum Oberst wurde er am 18. Januar 1872 zum Regimentskommandeur ernannt und in dieser Eigenschaft durch seinen Regimentschef Großherzog Ludwig III. mit dem Komturkreuz II. Klasse des Philipps-Ordens sowie mit dem Ritterkreuz I. Klasse des Ludwigsordens ausgezeichnet. Massow übergab das Regiment am 22. September 1877 an seinen Nachfolger Friedrich von Vogel, wurde Generalmajor von der Armee und am 13. Oktober 1877 als Kommandeur der 24. Infanterie-Brigade nach Neisse versetzt. Er stieg am 15. Mai 1883 zum Generalleutnant und Kommandeur der 18. Division in Flensburg auf. Anlässlich des Ordensfestes wurde Massow Mitte Januar 1885 mit dem Stern zum Roten Adlerorden II. Klasse mit Eichenlaub ausgezeichnet und am 15. April 1886 als Kommandeur der 30. Division nach Metz versetzt. In dieser Eigenschaft erhielt er Mitte September 1886 den Kronen-Orden I. Klasse, bevor er am 4. Dezember 1886 in Genehmigung seines Abschiedsgesuches mit Pension zur Disposition gestellt wurde.
Nach seiner Verabschiedung würdigte ihn Kaiser Wilhelm II. am 22. März 1897 mit dem Charakter als General der Infanterie und anlässlich der 100-Jahr-Feier des Infanterie-Regiments „Graf Barfuß“ (4. Westfälisches) Nr. 17 verlieh er Massow am 6. Juli 1913 die Uniform des Regiments zu tragen. Im Jahr zuvor hatte er die Fideikommissgüter Steinhöfel und Demnitz übernommen, nachdem der Sohn seines älteren Bruders Friedrich (1830–1870) darauf verzichtet hatte. Er starb am 5. September 1921 auf seinem Gut Steinhöfel.

### Familie
Massow heiratete am 20. Februar 1860 in Berlin Ida Gräfin zu Inn- und Knyphausen (1829–1906), eine Tochter des hannoverischen Gesandten Carl Wilhelm Georg zu Innhausen und Knyphausen. Das Paar hatte mehrere Kinder, darunter:
- Luise (1860–1883)
- Ewald (1862–1937), Landrat ⚭ 1898 Magdalene Gräfin von der Schulenburg (* 1875)
- Anton (* 1864), preußischer Rittmeister ⚭ 1894 Elisabeth von Grüter (* 1868)
- Ida (* 1867)
- Joachim (1872–1915), preußischer Hauptmann, gefallen bei Gehsen

⚭1906 Bernhardine von Brandenstein (1883–1910)
⚭ 1911 Auguste von Grävenitz (* 1892)

## Schriften
- Erlebnisse und Eindrücke im Kriege 1870/71. Berlin 1912.